# 이토 준야 (1998년)
이토 준야(일본어: 伊藤 純也, 1998년 4월 12일 ~ )는 일본의 축구 선수이다.

## 구단 경력
과거 FC 도쿄에서 활동하였다.